# Amanda (Ohio)
Amanda ist ein Village im Fairfield County im US-Bundesstaat Ohio in den Vereinigten Staaten. Das U.S. Census Bureau hat bei der Volkszählung 2020 eine Einwohnerzahl von 673 ermittelt.

## Demographie
Nach der Volkszählung im Jahr 2000 lebten hier 707 Menschen in 256 Haushalten und 203 Familien. Die Bevölkerungsdichte betrug 827,2 Einwohner pro km². Ethnisch betrachtet setzte sich die Bevölkerung aus 98,59 % weißer Bevölkerung, 0,28 % amerikanischen Ureinwohnern und 1,13 % Mischlinge. 0,71 % der Bevölkerung waren spanischer oder lateinamerikanischer Abstammung.
Von den 256 Haushalten hatten 40,2 % Kinder und Jugendliche unter 18 Jahre, die bei ihnen lebten. 67,6 % waren verheiratete, zusammenlebende Paare, 8,6 % waren allein erziehende Mütter und 20,7 % waren keine Familien. 19,1 % bestanden aus Singlehaushalten und in 8,2 % lebten Menschen im Alter von 65 Jahren oder darüber allein. Die Durchschnittshaushaltsgröße betrug 2,76 und die durchschnittliche Familiengröße lag bei 3,09 Personen.
Auf den gesamten Ort bezogen setzte sich die Bevölkerung zusammen aus 29,1 % Einwohnern unter 18 Jahren, 5,5 % zwischen 18 und 24 Jahren, 33,0 % zwischen 25 und 44 Jahren, 18,4 % zwischen 45 und 64 Jahren und 14,0 % waren 65 Jahre alt oder darüber. Das Durchschnittsalter betrug 34 Jahre. Auf 100 weibliche Personen kamen 90,6 männliche Personen. Auf 100 Frauen im Alter von 18 Jahren oder darüber kamen statistisch 91,2 Männer.
Das jährliche Durchschnittseinkommen eines Haushalts betrug 40.114 USD, das Durchschnittseinkommen der Familien betrug 43.750 USD. Männer hatten ein Durchschnittseinkommen von 36.563 USD, Frauen 21.176 USD. Das Prokopfeinkommen betrug 16.208 USD. 3,6 % der Familien und 3,6 % der Bevölkerung lebten unterhalb der Armutsgrenze (inklusive 2,3 % der Kinder und 1,8 % der über 65-Jährigen).

## Belege
- geografische Daten laut Geographic Names Information System
- demografische Daten (Memento vom 29. November 2015 im Internet Archive) laut Federal Information Processing Standard (PDF; 39 kB)